# Elmars Zemgalis
Elmars Zemgalis, ursprünglich Elmārs Zemgalis (* 9. September 1923 in Riga, Lettland; † 8. Dezember 2014) war ein lettisch-amerikanischer Schachspieler und Mathematiker. Den Höhepunkt seiner Schachkarriere erlebte er im Deutschland der frühen Nachkriegszeit, wo er mehrere Jahre als Flüchtling lebte.

## Biografie
Zemgalis wuchs in Riga auf. Seine Jugendzeit stand ganz im Schatten des Zweiten Weltkrieges. Als die Rote Armee 1944 zum zweiten Mal Lettland okkupierte – vorangegangen waren die sowjetische Besetzung Lettlands 1940 und die mehrjährige Besetzung durch deutsche Nationalsozialisten – floh Zemgalis in den Westen. Er gehörte damit zu den zahlreichen osteuropäischen Flüchtlingen, die mit dem Status als Displaced Person vorläufig auf dem Gebiet der späteren Bundesrepublik Aufnahme fanden.
Mehrere Jahre lang war Zemgalis in Stuttgart ansässig. Die meisten „DPs“ konnten oder wollten nicht in ihre Heimat zurückkehren. In der Regel erhielten sie später Gelegenheit zur Auswanderung in ein anderes Land. Zemgalis emigrierte schließlich 1951 zusammen mit seiner Frau in die USA und ließ sich im nächsten Jahr in Seattle nieder.
Neben seinem Broterwerb absolvierte er ein Abendstudium der Mathematik. Zemgalis war in seinem Fach erfolgreich und wurde später Mathematiklehrer am Highline Community College in Des Moines (ebenfalls im Staat Washington). Zudem verfasste er mehrere mathematische Lehrbücher.

## Schachlaufbahn
Lettland besaß frühzeitig eine große Schachtradition. Zemgalis hatte als junger Spieler Gelegenheit, Schnellpartien mit dem lettischen Weltklassespieler Vladimirs Petrovs auszutragen. Petrovs, der 1937 beim Turnier in Ķemeri punktgleich mit Salo Flohr und Samuel Reshevsky gesiegt hatte (vor Aljechin und Keres), starb sechs Jahre später in einem sowjetischen Gefangenenlager. Während der unruhigen Kriegsjahre gewann Zemgalis die lettischen Gewerkschaftsmeisterschaften 1942 und 1943 (geteilter Erster mit Alfrēds Krūmiņš). Der Jugendliche gewann außerdem die Stadtmeisterschaft von Jelgava.
Seine besten Jahre als Schachspieler erlebte Zemgalis in seiner Zeit als Flüchtling in Deutschland. Er nahm an einer größeren Anzahl bedeutender Nachkriegsturniere teil. Beim Turnier in Augsburg 1946 wurde er Zweiter hinter Wolfgang Unzicker. Im gleichen Jahr wurde er wiederum Zweiter (hinter Fedir Bohatyrtschuk) beim Klaus-Junge-Gedenkturnier in Regensburg. Beim Hermann-Mattison-Gedenkturnier in Hanau 1947 musste er seinem Landsmann Lūcijs Endzelīns den Vortritt überlassen, der später nach Australien emigrierte; den 3./4. Platz teilten Efim Bogoljubow und Baldur Hönlinger.
In den Jahren 1948 und 1949 wurde Zemgalis außerdem zweimal Meister von Württemberg. Seinen größten Erfolg erzielte er 1949 bei dem gut besetzten Turnier von Oldenburg, das er zusammen mit Bogoljubow (mit je zwölf Punkten aus 17 Partien) gewann. Unter den weiteren Teilnehmern befanden sich Herbert Heinicke, Nicolas Rossolimo, Ortvin Sarapu (ein Flüchtling aus Estland), Georg Kieninger und Wolfgang Unzicker. Ein Ausdruck der Anerkennung, die er als Spieler erfuhr, war das „Zemgalis-Abschiedsturnier“ in Stuttgart 1951, das Zemgalis (mit 7,5 aus 8) vor Emil Joseph Diemer gewann.
In den USA konnte Zemgalis, der nun beruflich und familiär stärker eingebunden war, nicht mehr in vollem Umfang an seine Erfolge anknüpfen. Zweifellos war er für längere Zeit der stärkste Meister im pazifischen Nordwesten der USA. Im Jahr 1952 behielt er in Seattle mit 3:1 in einem kurzen Wettkampf gegen Olav Ulvestad die Oberhand. In den Jahren 1953 und 1959 gewann er die Meisterschaft des Staates Washington. Ab Mitte der 1960er Jahre begann sich Zemgalis allmählich vom aktiven Schach zurückzuziehen.
Die 2001 publizierte (auch als DVD erschienene) Biografie von John Donaldson hat die Erinnerung an den einstigen Spitzenspieler wiederbelebt. Im Jahr 2003 zeichnete der Weltschachbund FIDE Zemgalis mit dem Titel eines Ehren-Großmeisters aus.
Die beste historische Elo-Zahl für Zemgalis wurde mit 2609 für Januar 1950 berechnet, wobei das Ergebnis des Oldenburger Turniers zugrunde gelegt wird.